# A-70
La A-70 és una de les autovies de circumval·lació de la ciutat d'Alacant. Concretament, és el primer cinturó de circumval·lació, el que passa més proper a la ciutat, i és lliure de peatge, en contraposició amb el segon cinturó (que està englobat a l'AP-7) i és de pagament. Fins al canvi de denominació de carreteres de l'any 2004 era part de l'Autovia del Mediterrani, A-7, ja que era l'única via de gran capacitat que passava per la capital alacantina, i actualment, encara segueix formant part de la ruta europea E-15. Pertany a la xarxa estatal de carreteres d'Espanya, competència del Ministeri de Foment.
El 2011 es va fer un projecte per soterrar part de l'autovia.

## Recorregut
Inicia el seu recorregut a l'enllaç amb l'AP-7 a l'altura de Campello, es dirigeix en direcció Alacant, entra a les poblacions de Mutxamel i de Sant Joan d'Alacant, a continuació també rodeja pel nord la ciutat d'Alacant passant entre aquesta i les poblacions de l'àrea metropolitana, com ara El Palamó o Sant Vicent del Raspeig. Es dirigeix cap al sud d'Alacant on l'autovia torna a anomenar-se A-7 a la seva intersecció amb l'A-31.